# Riko Repič
Riko Repič (pravo ime Henrik Repič), slovenski kemik, biokemik, gospodarstvenik in pedagog, * 19. april 1910, Ljubljana, † 28. februar 2003, Ljubljana.

## Delo
Bil je profesor za biokemijo na takratni Fakulteti za naravoslovje in tehnologijo Univerze v Ljubljani, kjer je bil zaposlen med 1961 in 1980). Maturiral je na klasični gimnaziji v Ljubljani, nato pa študiral kemijo (diploma 1935). Najprej se je zaposlil v farmacevtski tovarni Salus v Mengšu, kjer je pripravil več postopkov za izdelavo farmacevtskih preparatov. Poslovodja je bil med 1938 in 1941. Ob začetku vojne je prišel v Ljubljano, kjer je odprl kemotehnični laboratorij. Sodeloval je z Osvobodilno fronto, ki ga je leta 1944 poslala na osvobojeno ozemlje kot referenta za oskrbo medicinskega materiala.
Po osvoboditvi je postal načelnik oddelka za oskrbo medicinskega materiala pri ministrstvu za ljudsko zdravje Slovenije, kasneje pa so ga premestili v generalno direkcijo za medicinsko proizvodnjo v Beograd. Od tam je sodeloval pri ustanovitvi tovarne Lek in nato postal njen direktor. Aktiven je bil pri postavitvi proizvodnje, organizaciji prometa in skladiščenja zdravil, sanitetnega materiala in zelišč. Ustanovil je Zavod za raziskavo in kontrolo zdravil, kjer se je zaposlil leta 1949. Ukvarjal se je predvsem z raziskavami zdravilnih zelišč, v prvi vrsti digitalisa. V letih 1951 in 1952 je služboval kot tehnični svetovalec veleposlaništev v Bernu in Bonnu, nato pa je delal kot znanstveni svetnik na Kemijskem inštitutu Boris Kidrič. Od januarja 1955 do oktobra 1956 je bil kot štipendist Sklada Borisa Kidriča na specializaciji v Baslu, kjer je na Kemijskem inštitutu tri semestre poslušal predavanja iz izbranih poglavij iz biokemije. Pri prof. Reichsteinu je raziskoval steroide. Na SAZU je doktoriral leta 1956 z disertacijo Vrednotenje kardenolidov v digitalisu in uporabnost domačih vrst digitalisa v zdravilstvu. Leta 1961 je bil izvoljen za docenta za biokemijo na Oddelku za kemijo Fakulteti za naravoslovje in tehnologijo Univerze v Ljubljani. V letu 1962/1963 se je 12 mesecev izpopolnjeval pri prof. Woodwardu na Harvardski univerzi, kjer je delal na sintezi porfirinov. Po vrnitvi v Ljubljano je raziskoval sestavine v digitalisu s pomočjo kromatografskih metod, raziskoval pa je tudi aktivne snovi v konoplji. Dodatno leto je na oddelku prof. R. B. Woodwarda deloval 1966/67, in sicer pri pripravi organskega reagenta za kristalizacijo prostaglandinov. Izredni profesor je postal leta 1966, upokojil pa se je leta 1980.